# Датская колонизация Америки

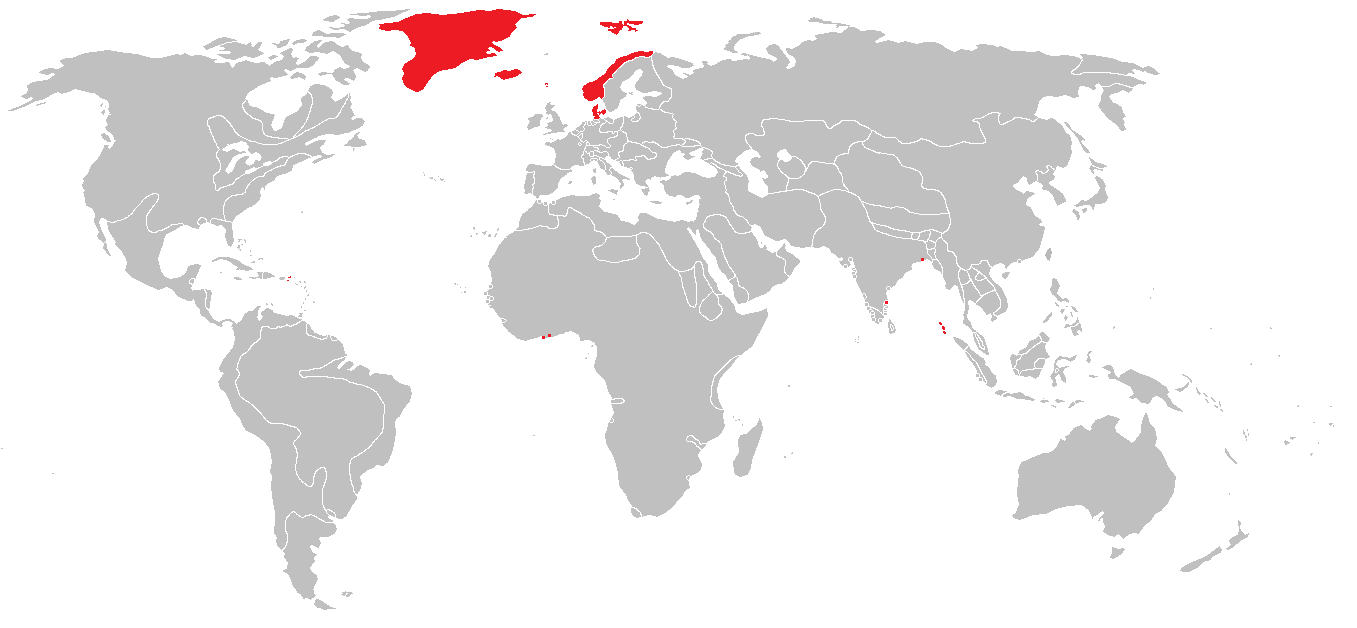
Датско-норвежское королевство в 1800-м году

Датская колонизация Америки — процесс колонизации Данией территорий в Америке. Дания и — ранее — Дания в унии с Норвегией была колониальной империей в период с XVII до XX века, и большая часть её колоний находились в Северной Америке. Дания и Норвегия также в той или иной мере колонизировали или предъявляли свои права на Гренландию начиная с XIII века.

## Гренландия
Гренландия, открытая скандинавами в 980 году, стала частью Норвегии в XIII веке. В 1397 году Норвегия вместе с Данией и Швецией подписала Кальмарскую унию, в результате чего её заморские территории, включая Гренландию, стали частью Союза. Скандинавские поселения в Гренландии сокращались на протяжении многих лет и, наконец, полностью исчезли к концу XV века, хотя норвежские территориальные претензии на остров остались. После расторжения Кальмарской унии в 1521 году Дания и Норвегия реорганизовались в Данию-Норвегию в 1536 году, и претензии на Гренландию стало предъявлять это государство.
Несмотря на прекращение существования в Гренландии европейских поселений и потерю контакта с ним, Дания-Норвегия продолжала претендовать на остров, а в 1660-е годы символ Гренландии — белый медведь — был добавлен в королевский герб. Примерно в это же время датско-норвежские суда, к которым присоединились суда других европейских стран, начали плавания к Гренландии с целью охоты на гренландского кита, хотя формально попытка повторной колонизации не была предпринята.
В 1721 году лютеранский министр Ханс Эгеде просил разрешения короля Фредерика IV на поиск возможных оставшихся норвежских колоний в Гренландии, полагая, что если они существуют, то их жители могут до сих пор быть католиками, несмотря на Реформацию, или же вообще отойти от христианства. Фредерик согласился на попытку хотя бы частичной колонизации Гренландии, и Эгеде отправился в Гренландию исследовать остров. Он не нашёл там норвежских колоний с живыми жителями, но встретил инуитов и начал проповедовать среди них. Основав поселение Нуук, он крестил там первых детей в 1724 году. В 1730 году новый король Дании Кристиан VI отозвал всех европейцев из Гренландии, но Ханс Эгеде и его жена Гертруда остались, чтобы продолжать развитие колонизации и торговли. После 15 лет пребывания в Гренландии он оставил ответственным за миссию в ней своего сына Пауля Эгеде, а сам вернулся в Данию, где основал Гренландскую семинарию. В 1733 году немецкие миссионеры из Хернхута, последователи реформатора Людвига Цинцендорфа, получили разрешение основать в Гренландии своё поселение — Новый Хернхут к югу от Нуука. В 1774 году в Дании была создана Королевская торговая гренландская компания, получившая монопольное право на торговлю с инуитами, чего она была лишена только в 1912 году. Из-за холодного климата обширные пространства Гренландии оставались незаселёнными, европейские колонисты селились только в прибрежных, свободных ото льда территориях. Таким образом, плотность населения была низкой, число европейцев было значительно больше числа инуитов. Инуиты долгое время не имели никакой политической или иной власти в стране, однако с 1917 года стали постепенно охватываться датским правом.
В 1814 году Норвегия была отделена от Дании победителями в Наполеоновских войнах и передана Швеции по Кильскому договору. Дания же сохранила все свои колониальные владения, включая Гренландию, и продолжила её освоение. Начиная с 1861 года Дания разрешила выборы районных советов в Гренландии, но большинство решений по стране принимал датский парламент, в котором гренландцы не имели представительства. Открытия, сделанные американским исследователем Робертом Пири в 1880-х и 1890-х годах, были использованы в качестве основания для территориальных претензий на часть Гренландии со стороны Соединённых Штатов Америки; эти территориальные споры были урегулированы после покупки США Датской Вест-Индии в 1917 году. Кроме того, Норвегия, которая стала полностью независимой от Швеции в 1905 году, бросила вызов датским претензиям на Гренландию и оккупировала восточную необитаемую часть Гренландии силами норвежского китобойного судна, которым командовал капитан Хельвард Деволд, в 1931 году, назвав эти земли своей колонией Земля Эрика Рыжего. В 1933 году Постоянная палата международного правосудия вынесла решение по этому вопросу в пользу Дании.
В 1953 году Дания формально отменила колониальный статус Гренландии и объявили её непосредственной частью Королевства Дания с представлением в датском парламенте, фолькетинге. В 1979 году фолькетинг предоставил Гренландии самоуправление. В 2009 году Гренландия получила право самостоятельно решать все вопросы, не относящиеся к обороне и внешней политике, но всё-таки пока ещё остаётся владением Дании.

## Датская Вест-Индия

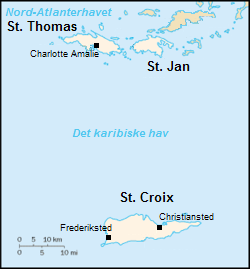
Карта датской Вест-Индии

Исследователи (в основном норвежцы), учёные, торговцы (в основном датчане), а также переселенцы из Дании и Норвегии, начали активную колонизацию Датской Вест-Индии в конце XVII-начале XVIII веков. В 1666 году экспедиция, снаряжённая копенгагенскими купцами, высадилась на необитаемом в то время острове Сент-Томас, а в 1672 году Датская Вест-Индская компания основала здесь колонию. Остров Сент-Джон был захвачен датчанами в 1684 году и колонизован в 1718-м. В 1733 году компания приобрела у Французской Вест-Индской компании остров Санта-Крус. В 1754 году острова были проданы Датскому королевству, став колонией Дании.
Сахарный тростник, выращиваемый на плантациях неграми-рабами, был основой экономики островов в XVIII и начале XIX века. Треугольная торговля существовала между датчанами, покупавшими африканских рабов и производившими с помощью их труда сахар, поставлявшийся в Данию. Хотя работорговля была отменена 1803 году, само рабство было отменено в 1848 году после нескольких крупных побегов рабов на свободные от рабства британские острова и массовых протестов рабов. Датские Виргинские острова также использовались как база для пиратов. Во время Наполеоновских войн острова были оккупированы Великобританией сначала с марта 1801 года по 27 марта 1802-го, затем с декабря 1807-го до 20 ноября 1815 года, когда они были возвращены Дании. Британские и голландские переселенцы стали крупнейшими «нерабскими» национальными группами на островах. Их языки преобладали, причём настолько, что в 1839 году датское правительство объявило, что дети рабов должны посещать школы на английском языке. Колония достигла наибольшей численности населения в 1840—1850-х годах, после чего из-за экономического спада увеличилась эмиграция и население сократилось; эта тенденция продолжалась вплоть до покупки островов Соединёнными Штатами. В 1868 году островитяне проголосовали за то, чтобы колония была продана США, но их предложение было отклонено. В 1902 году Дания отклонила предложение США о покупке островов. В 1917 году США купили острова, переживавшие экономический спад после отмены рабства.
В 1904-м Датский Вест-Индийский Национальный банк ввёл в действие национальную валюту — вест-индский далер, который эмитировался в соответствии с нормами Латинского валютного союза. После начала Первой мировой войны, когда возникла реальная угроза оккупации островов немецкими войсками и установление тем самым контроля над восточным входом в Панамский канал, 17 января 1917 года Дания продала свои владения в составе Виргинских островов Соединённым Штатам Америки за 25 миллионов долларов. 31 марта того же года все формальности были завершены, территория стала американской.